# 古島清孝
古島清孝（日语：／ Furushima Kiyotaka，1979年4月19日—），出生於日本栃木縣，日本男性配音員。隷屬於東京俳優生活協同組合。血型AB型，身高168cm。

## 概要
- 勝田聲優學院第17期生、俳協Voice Actors Studio第19期生（同期的有佐藤利奈）、之後加入了東京俳優生活協同組合。
- 特殊才藝是書法、插畫。
- 是「聖天空戰記」的忠實影迷。

## 演出作品

### 電視動畫
2002年
- 笑園漫畫大王（男學生）

2003年
- 萬花筒之星（動物演員）
- 極限戰士
- 驚爆危機？校園篇（De Danaan的艦員B、生物部長）

2004年
- 怪俠索羅利（柔道社人員、客人、外星人、學生、球棒鬼 等）
- 蠟筆小新（不良少年B）
- 神奇寶貝超世代（巴爾）
- 真珠美人魚（濱崎雅弘）

2005年
- 創聖機械天使（2軍）
- 舞-乙HiME（衛士）

2006年
- 天保異聞 妖奇士（看門人）
- 犬神！（男D）
- 銀魂（手下）
- 神奇寶貝超世代（日吉）
- 神奇寶貝鑽石&珍珠（真司、小智的姆克兒→姆克鳥、小光→小智的泳氣鼬、武藏的梅卡陽瑪、小光的火球鼠、其他）

2007年
- 王牌投手 振臂高揮（加具山直人、松岡）
- 機動戰士GUNDAM00（操舵士）
- 交響情人夢（玉木圭司）
- 意外（柿本）
- REIDEEN（武田光彥）
- 灣岸競速（マー）
- 節哀唷♥二之宮同學（隊員2、男學生2）

2008年
- 閃電十一人（角馬圭太、筋路鐵雄）
- 屍姬 赫（白江鈴千、輝琉屍）
- 武裝機甲（シャングリラクルー）

2009年
- 閃電十一人（武方勝、影田巡、冰上烈斗、戶田雄一郎、玄海波人、鐵壁堅、肯林／村田圭介、潘恩／南雲晴矢）
- 黑神 The Animation（學生）
- 屍姬 玄（白江鈴千、監査官）

2010年
- 鋼鐵人（訓練生1、操作員）
- kiss×sis（戶田）
- 鋼之鍊金術師 FULLMETAL ALCHEMIST（伊修瓦爾人、市民）
- 變身！公主偶像（一寸法師）
- 神奇寶貝超級願望（修帝的藤藤蛇→青藤蛇、武藏的滾滾蝙蝠、艾莉絲的龍頭地鼠、赤霞珠的芽吹鹿、肯尼洋的斑斑馬→雷電斑馬、肯尼洋的打擊鬼、南廈）
- 少年犯之七人（井端、野本和夫、看守、警官、刑警、聽眾）

2011年
- 閃電十一人GO（虻山保、角馬步、水森龍也、逸見久仁彥、側近）
- 未來都市NO.6（羅伊）
- 神奇寶貝鑽石&珍珠 特別篇（小光的火球鼠→火岩鼠）
- 紙箱戰機（神谷浩介）

2012年
- 足球騎士（三上伸二、瓜生丈二）
- 機動戰士GUNDAMAGE（潔拉多·斯布雷根）
- 影子籃球員（津川智紀）
- 紙箱戰機W（神谷浩介）
- 謎樣女友X（班主任、西田）

2014年
- 排球少年！！（芳賀良治）

2016年
- 我的英雄學院（瀨呂範太）

2017年
- CHAOS;CHILD（小4男子A）
- 我的英雄學院 第2期（瀨呂範太）

2018年
- 新幹線戰士（本庄赤城）
- 閃電十一人 戰神的天秤（武方勝、南雲晴矢）
- 傀儡馬戲團（自動傀儡A〈麥克〉）
- 我的英雄學院 第3期（瀨呂範太、芥氣）

2019年
- 我的英雄學院 第4期（瀨呂範太）

2020年
- 寶可夢 旅途（卡拉巴利、黑眼鱷、路卡利歐）
- 更多!認真地不認真的怪俠佐羅利（岡薩雷斯、豬）

2021年
- 我的英雄學院 第5期（瀨呂範太、鎌切尖、輝道）
- 新幹線戰士Z（本庄赤城）

2022年
- 寶可夢 旅途（真司）
- 我的英雄學院 第6期（瀨呂範太、輝道）

2023年
- MF GHOST 燃油車鬥魂（上原）

2024年
- 我的英雄學院 第7期（瀨呂範太、輝道、雄英機器人）

2025年
- 正義使者 -我的英雄學院之非法英雄-（玉川三茶）

### OVA
2008年
- Kiss×sis 第0話（男學生）

### 劇場版動畫
- 閃電十一人 最強軍團王牙來襲（角馬圭太、三島三太夫）
- 閃電十一人GO 究極之絆 獅鷲獸（林音真琴）
- 神奇寶貝劇場版：決戰時空之塔 帝牙盧卡VS帕路奇犽VS達克萊伊（小光的泳氣鼬、小智的姆克鳥）
- 神奇寶貝劇場版：騎拉帝納與冰空的花束 潔咪（小智的泳氣鼬、小智的姆克鳥）
- 神奇寶貝劇場版：阿爾宙斯 超克的時空（小智的泳氣鼬、火球鼠）
- 神奇寶貝劇場版：幻影的霸者 索羅亞克（水君）

2018年
- 我的英雄學院劇場版：兩個人的英雄（瀨呂範太）

2019年
- 我的英雄學院劇場版：英雄新世紀（瀨呂範太）
- 劇場版新幹線戰士：來自未來的神速ALFA-X（本庄赤城）

### 特攝片
- 超級戰隊系列
  - 獸拳戰隊激氣連者（幻獸獨角獸拳・哈克的聲音）
  - 炎神戰隊轟音者（炎神噴射長牙虎的聲音）
    - 炎神戰隊轟音者BUNBUN!BANBAN!劇場BANG!!（炎神噴射長牙虎的聲音）
    - 炎神戰隊轟音者 BUNBUN!BANBAN!ネットでBANG!!（炎神噴射長牙虎的聲音）
    - 劇場版 炎神戰隊轟音者VS激氣連者!!（炎神噴射長牙虎的聲音）

  - 侍戰隊真劍者VS轟音者 銀幕BANG!!（炎神噴射長牙虎的聲音）

## 外部連結
- 東京俳優生活協同組合簡歷